# Mysłowice Kosztowy
Mysłowice Kosztowy – węzłowa stacja kolejowa w mysłowickiej dzielnicy Kosztowy, w województwie śląskim, w Polsce; znajduje się przy wiadukcie Wschodniej Obwodnicy GOP nad linią kolejową nr 138, usytuowana jest u zbiegu tejże linii z linią 179, pomiędzy stacjami Mysłowice Brzezinka, Imielin oraz liniami prowadzącymi do pobliskich zakładów górniczych. Stacja obsługuje pasażerskie i towarowe przewozy kolejowe.

## Ruch pasażerski
| Rok  | Wymiana pasażerska na dobę |
| ---- | -------------------------- |
| 2017 | 0-9                        |
| 2022 | 20-49                      |